# Palais Kaskel-Oppenheim

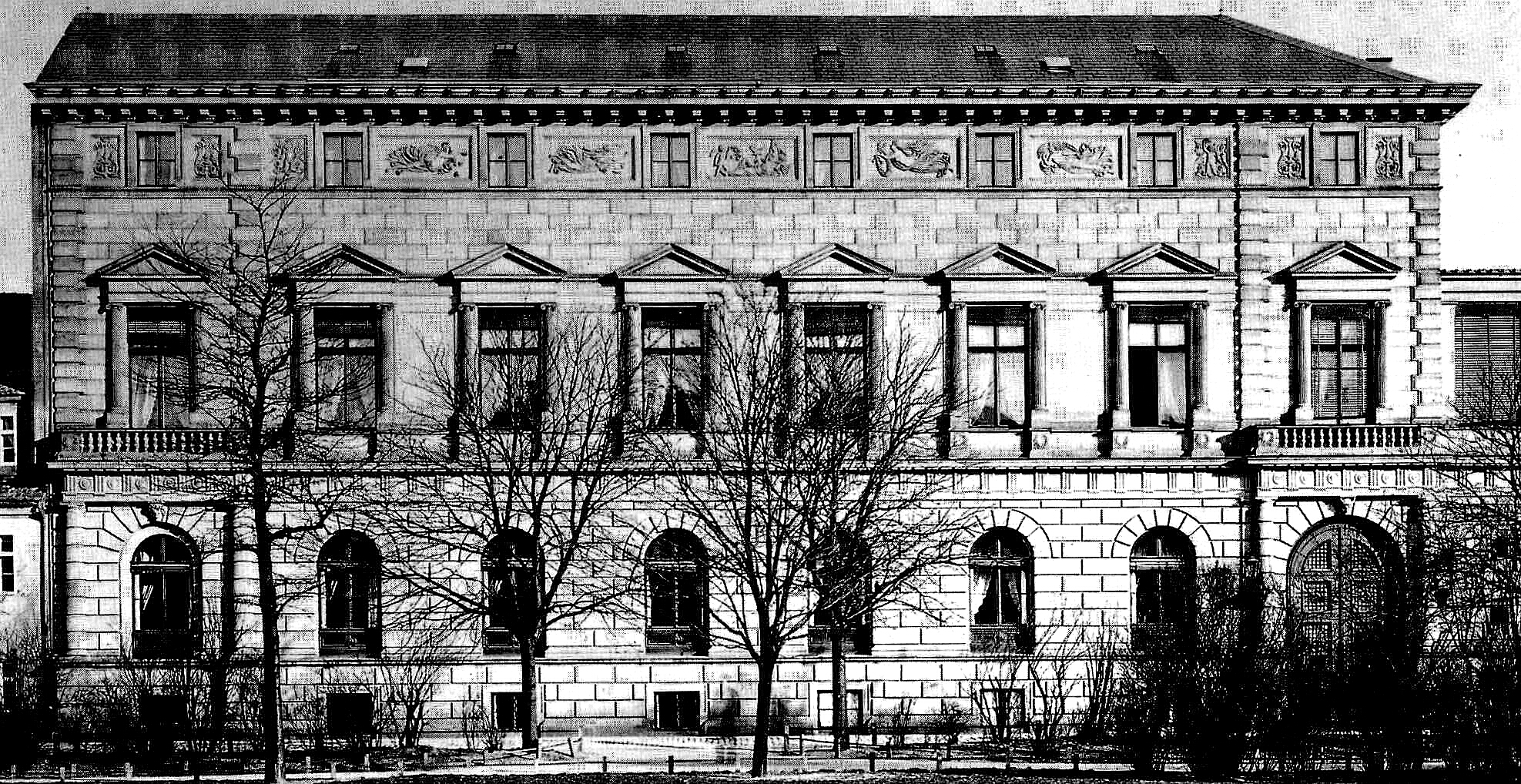
Stadtpalais Kaskel-Oppenheim, Bürgerwiese 5–7, von der Straße aus gesehen

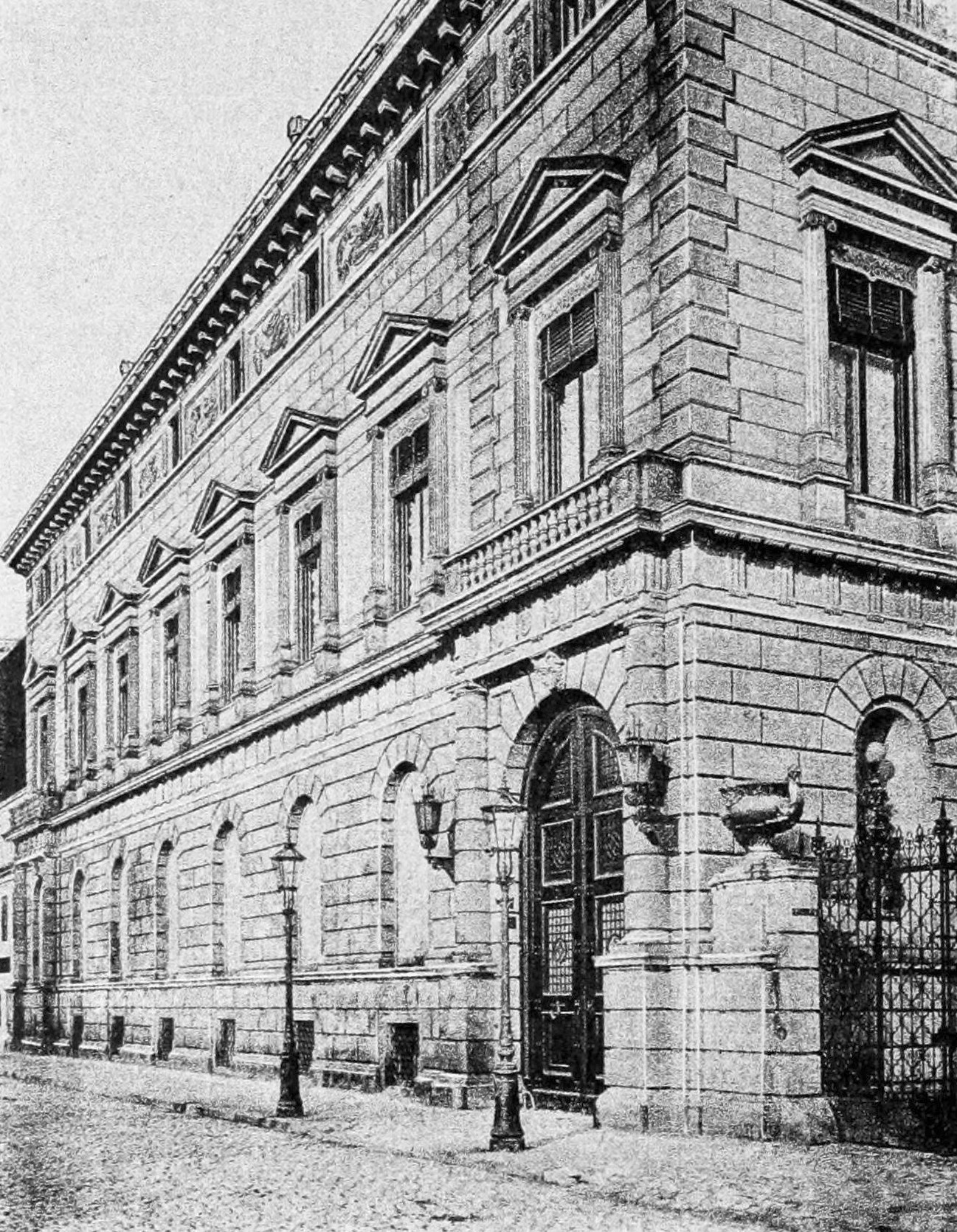
Ansicht von Anfang des 20. Jahrhunderts

Das Palais Kaskel-Oppenheim war ein Gebäude im Stil der Neorenaissance in Dresden. Das „Palais Oppenheim“ wurde von 1845 bis 1848 von Gottfried Semper für den Bankier Martin Wilhelm Oppenheim (1781–1863) erbaut und befand sich im Englischen Viertel an der Bürgerwiese 5–7 (bekannteste Adressangabe, vormals Dohna’sche Gasse 5 und 6). In den Jahren 1871 bis 1874 wurde das Palais nach Plänen von Wilhelm Hoffmann für die neue Eigentümerfamilie Kaskel umgebaut, daraus resultiert die Benennung als „Palais Kaskel-Oppenheim“. Bei den Luftangriffen auf Dresden im Februar 1945 brannte der Sandsteinbau aus, blieb aber in seinen Außenmauern vollständig erhalten. Ende April 1951 wurde die Ruine des Palais aus politischer Motivation gesprengt, das Grundstück ist bis heute unbebaut.

## Eigentümer
Das Palais wurde von dem Bankier Martin Wilhelm Oppenheim (1781–1863), seiner Frau Rosa (1792–1849) und der Familie von August Grahl bewohnt. Ihre Kindheit im Palais beschreibt Oppenheims Urenkelin Else Sohn-Rethel (1853–1933) in ihrer Lebenserinnerung. 
Nach dem Tod Oppenheims verkauften es seine Erben an den aus St. Petersburg stammenden Freiherrn Hermann Christian von Kap-herr, von dem es wiederum 1869 der Kölner Bankier Simon von Oppenheim (nicht verwandt mit Martin Wilhelm Oppenheim) für seine Tochter Emma von Kaskel, geb. Oppenheim, Ehefrau des Dresdner Bankiers Felix von Kaskel, erwarb. In deren Eigentum verblieb es bis zur Aufbaugesetzgebung der DDR.
Aus den Eigentümerverhältnissen der Familien Oppenheim und anschließend Kaskel resultiert die Benennung als Palais Kaskel-Oppenheim.

## Vorgeschichte
Über die Vorgeschichte ist wenig bekannt: Ab Mai 1845 führte der Bankier Oppenheim Kaufverhandlungen, die im August 1845 zu einem vorläufigen Abschluss führten. Gottfried Semper wiederum hatte mit Oppenheim, für den er schon die Villa Rosa baute, einen Bauherren, der ihm freie Hand ließ, was die künftige Gestaltung der Villa (konkret: das Stadthaus der Familie) betraf: Sempers bildkünstlerische Arbeiten und Entwürfe sowie eine Vielzahl von Farbblättern zur Innendekoration sind nahezu komplett dokumentiert.

## Beschreibung

### Gebäude

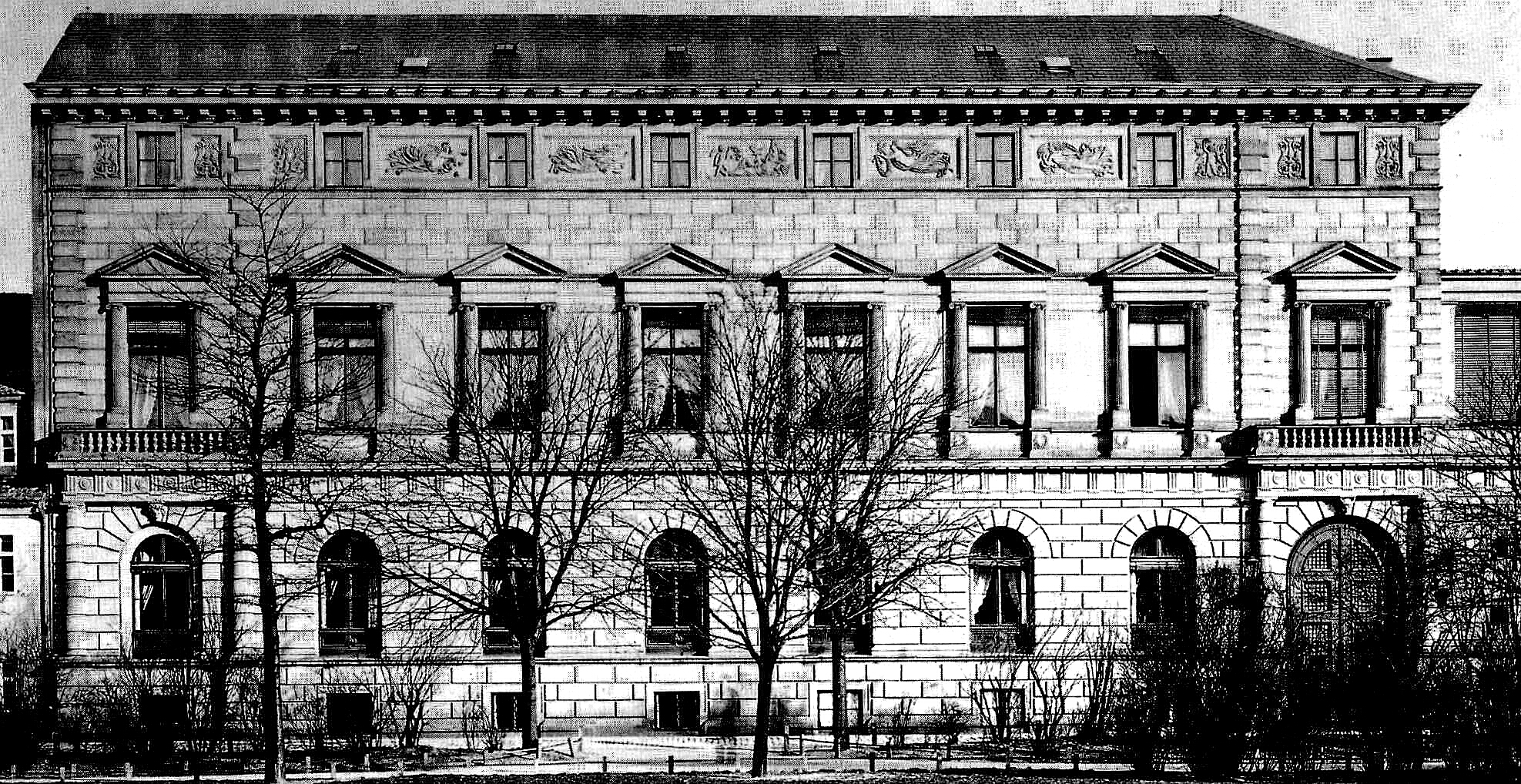
Hauptfassade des Palais

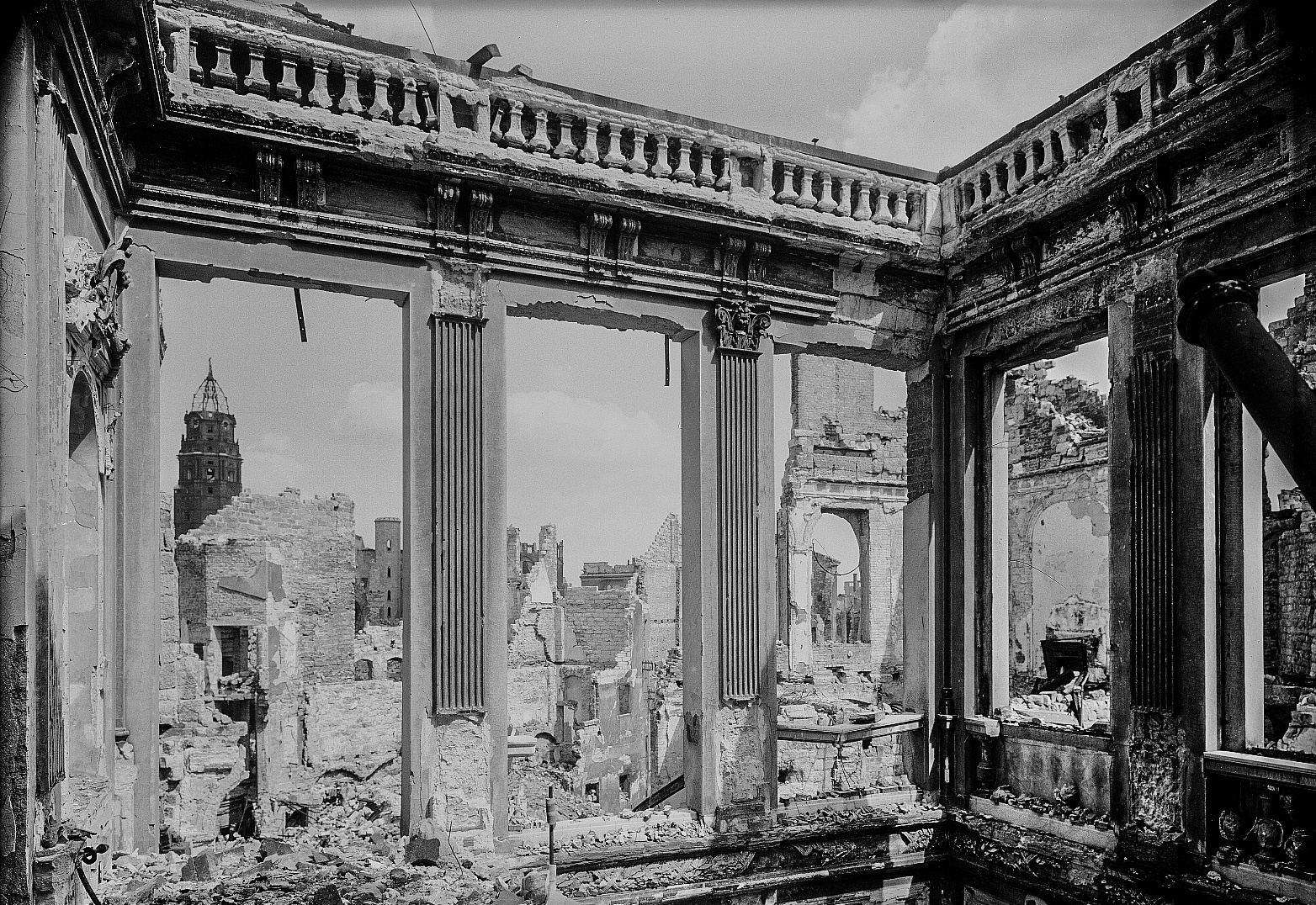
Das zerstörte Palais Kaskel-Oppenheim um 1946

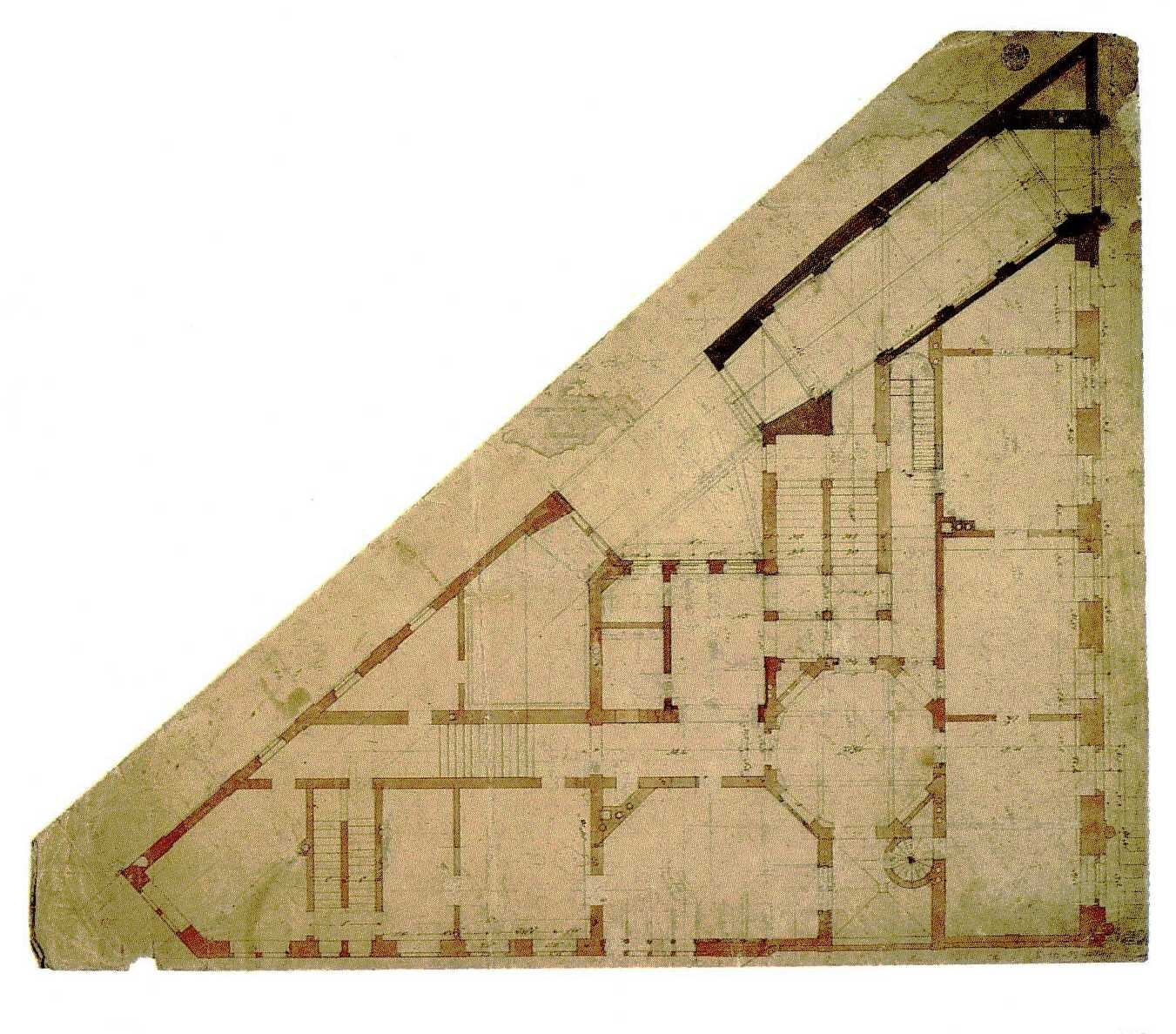
Grundriss (vor dem Umbau)

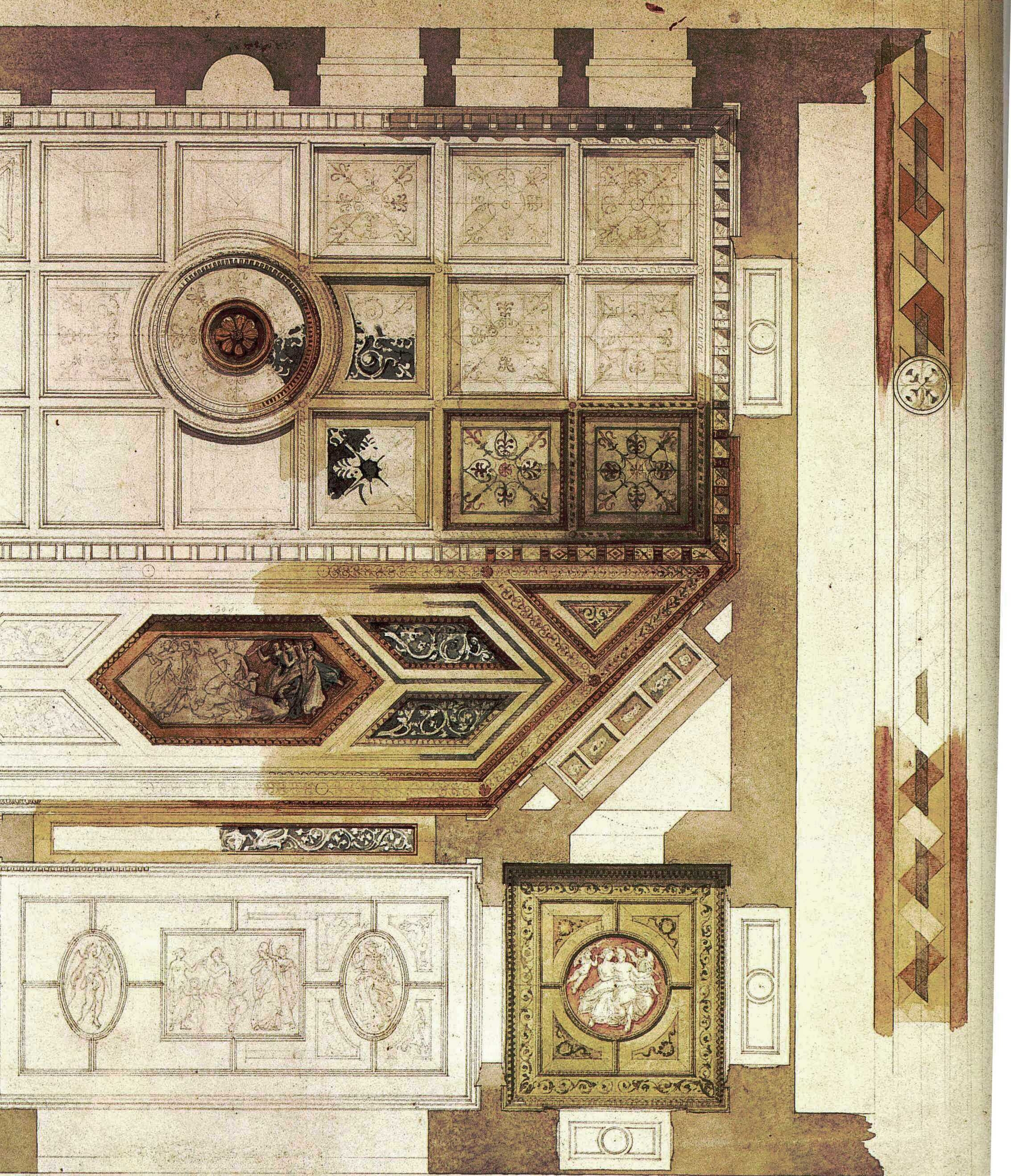
Deckengestaltung im Speisesaal

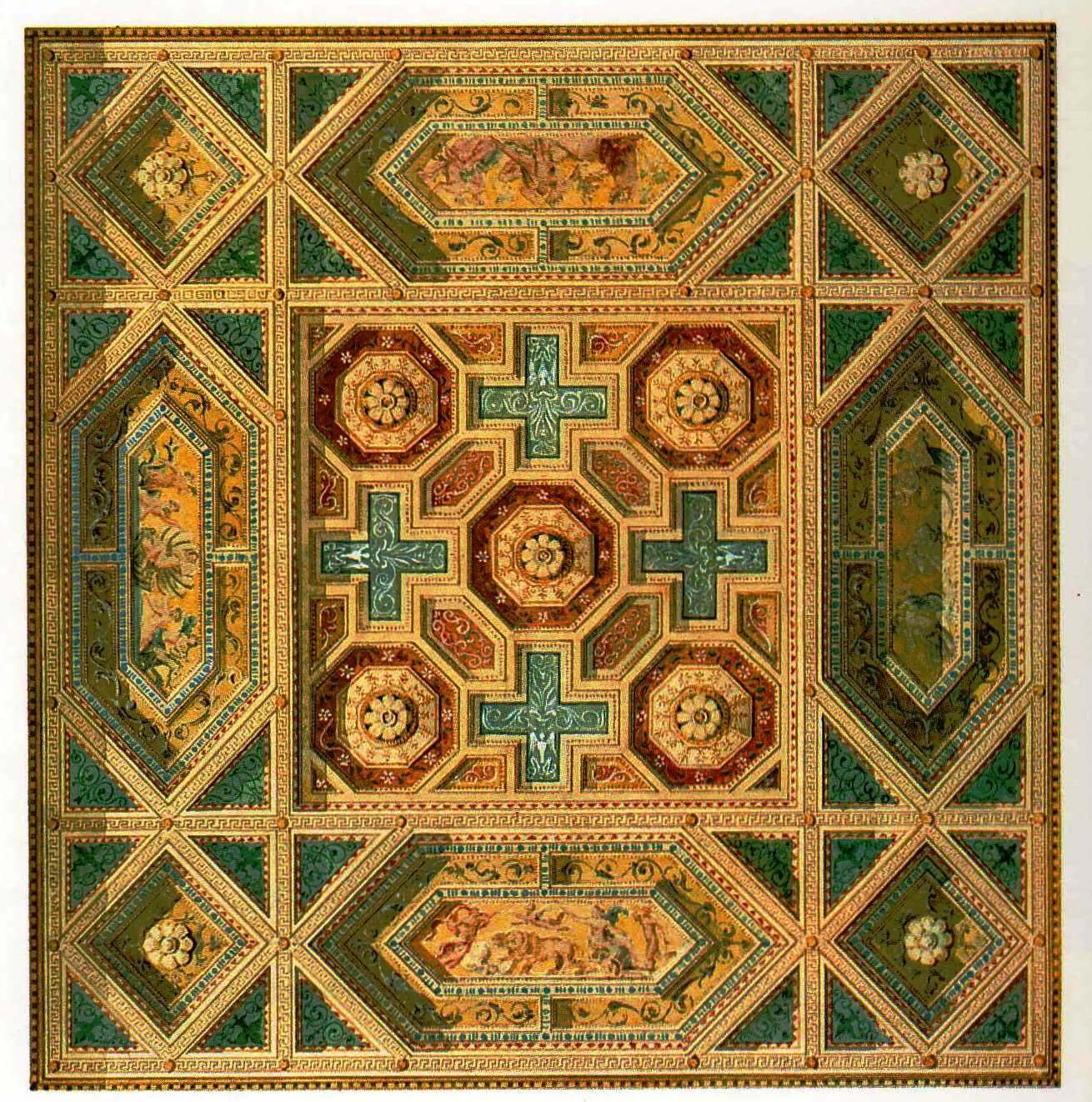
Deckengestaltung im Salon

Das Palais wurde als zweieinhalbgeschossiger Bau auf dreieckigem Grundriss „in den feinen und reichen Formen italienischer Palastarchitektur“ mit ornamentalem und figürlichem Schmuck durch Gottfried Semper erbaut. Der Palazzo Pandolfini in Florenz diente hierbei als Vorbild. 
Die Fassade hatte 35 Meter Frontlänge bei acht Fensterachsen. Zwei jeweils fünf Meter breite Seitenrisalite beanspruchten dabei jeweils eine Fensterachse.
Der Bau ruhte auf einem rustizierten Sockel. Darüber erhob sich ein hohes Erdgeschoss, das ebenfalls rustiziert war, und in dem die Fenster „von glatten Gewänden gerahmt tief zurückliegen“. Die beiden fünf Meter langen Seitenrisalite hatten auf Erdgeschosshöhe bossierte Dreiviertelsäulen. Ein Triglyphen-Gesims bildete den oberen Abschluss des Erdgeschosses. Die Fenster des Obergeschosses waren von einer Ädikula eingefasst, bestehend aus ionischen Dreiviertelsäulen mit darauf ruhendem Gebälk mit Dreiecksgiebel, die wiederum durch ein durchlaufendes Gesimsband verbunden waren. Auf das Obergeschoss folgte ein Mezzaningeschoss mit ornamentalen und figürlichen Reliefbildern, das wiederum nach oben ein Konsolgesims abschloss.
Als die Familie Kaskel 1870 in dessen Besitz kam, ließ sie es von 1871 bis 1874 umbauen. Dabei wurde der dreieckige Grundriss zu einem Rechteck erweitert und die neu entstandene von der Straße aus gesehen rechte Seitenfassade nach dem Muster der Hauptfassade ausgeführt.

### Inneres
Semper gelang es, den dreieckigen Grundriss geschickt auszunutzen: In den Schenkel der beiden Katheten setzte er ins Erdgeschoss, wie auch ins Obergeschoss einen oktogonalen Raum (der im Obergeschoss noch eine gläserne Überkuppelung erhielt), von dem aus die Haupträume nach Westen und Norden abgingen. Nebenräume und Haupttreppenhaus mit Lichthof wurden in dem Gebäudeteil, der äußerlich durch die Hypotenuse begrenzt war, eingeordnet. Während das Erdgeschoss durch die Familie von August Grahl, dem Schwiegersohn Oppenheims, genutzt wurde, nutzte Oppenheim mit seiner Familie die Beletage und das Mezzanin.
Die Blätter mit der von Semper entworfenen Innenarchitektur sind fast vollständig erhalten geblieben und zeigen eine vornehme Pracht, die aus abwechslungsreichen Kassettendecken, Bildnismedaillons, Farbabstufungen und Raumteilungen bestand, wobei das Obergeschoss reicher ausgestattet wurde, als das Erdgeschoss. Zeitgenossen rühmten eine „ernste Monumentalität“, bei dem der Innenbau „in vollendsten Einklang“ mit dem einfachen Außenbau stand.
Beim Umbau wurde allerdings die Sempersche Innenausstattung entfernt und durch eine im damaligen Zeitgeschmack ersetzt, lediglich das Oktogon blieb erhalten. Nach 1939 wurden erneut Veränderungen vorgenommen.

Innenaufnahmen der 1930er Jahre
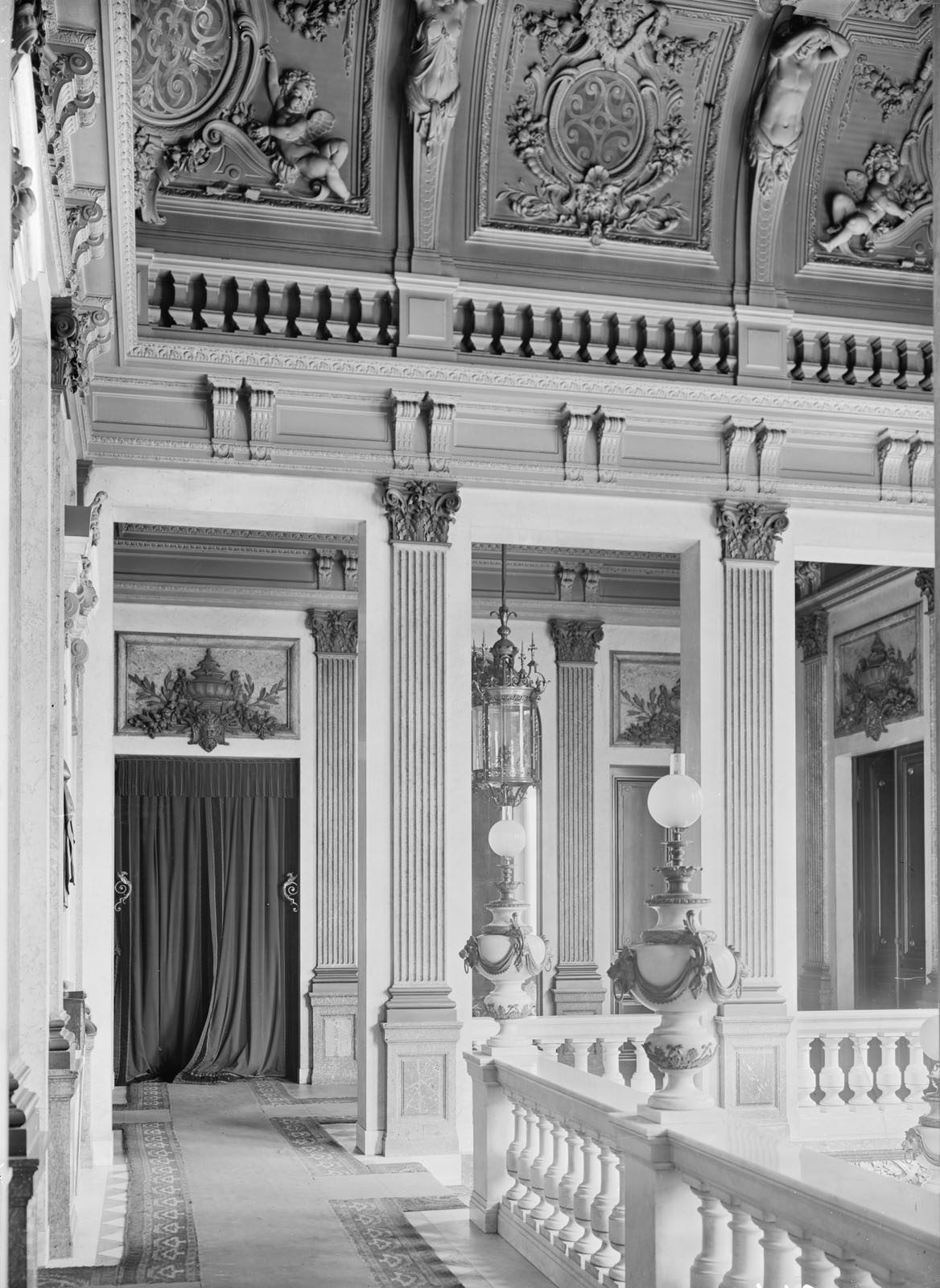
Treppenhaus
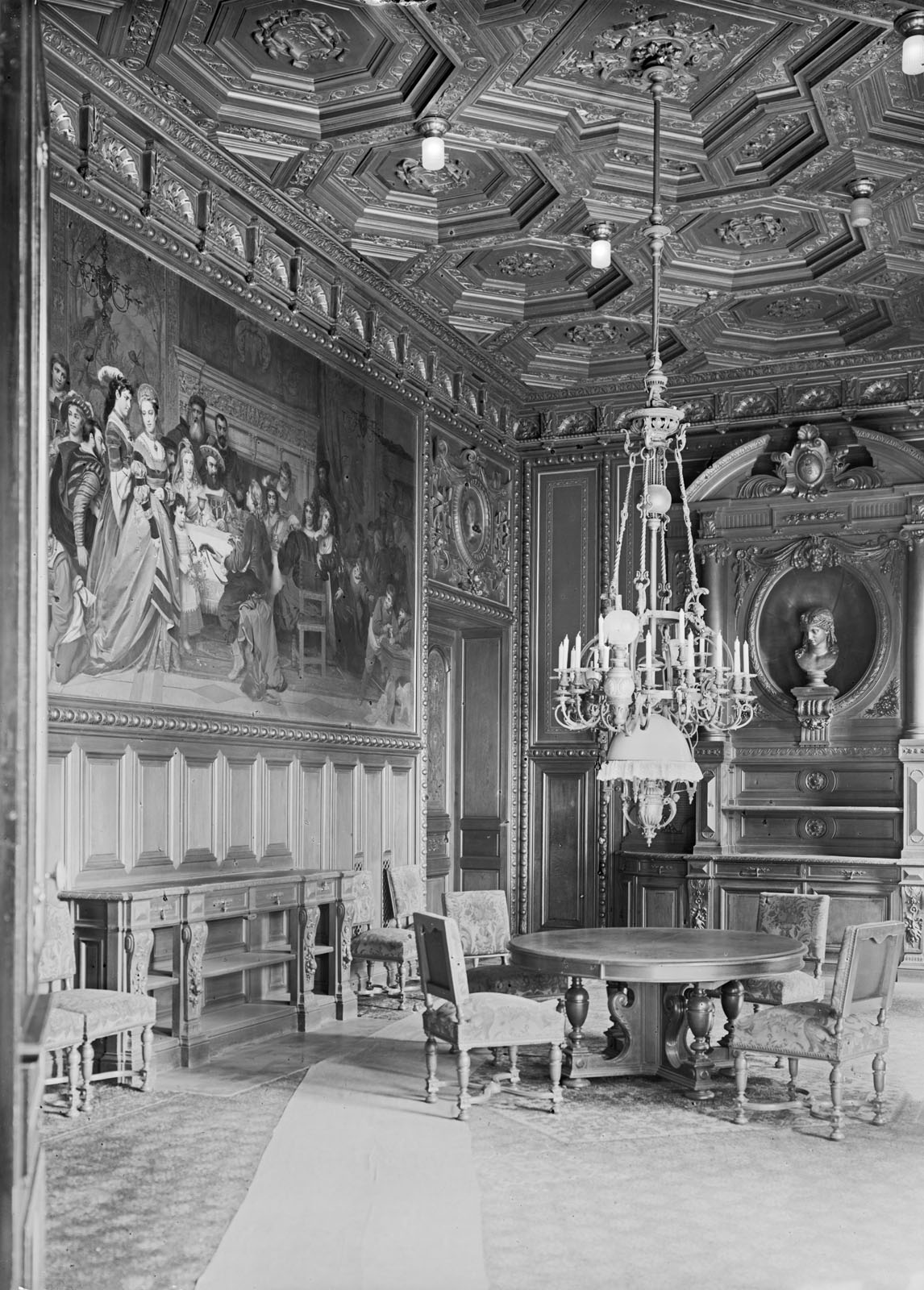
Speisesaal, Obergeschoss, Wandgemälde Ernst Ferdinand Oehme
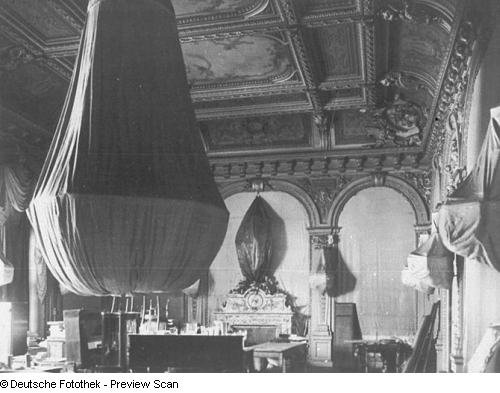
Großer Salon mit geschütztem Kronleuchter
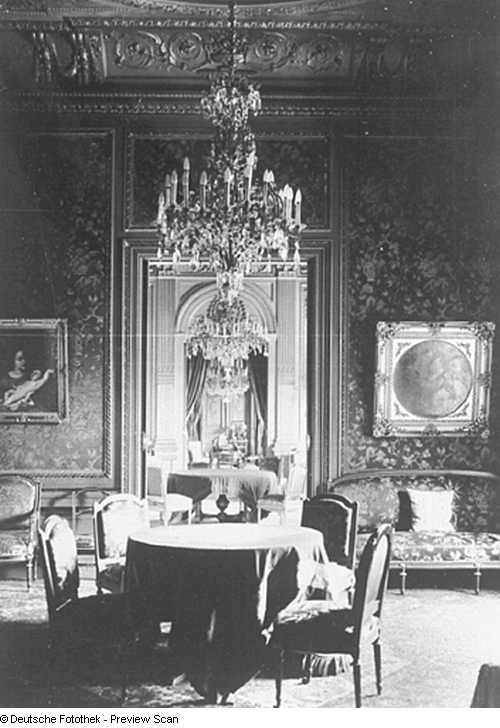
Saal Innenansicht
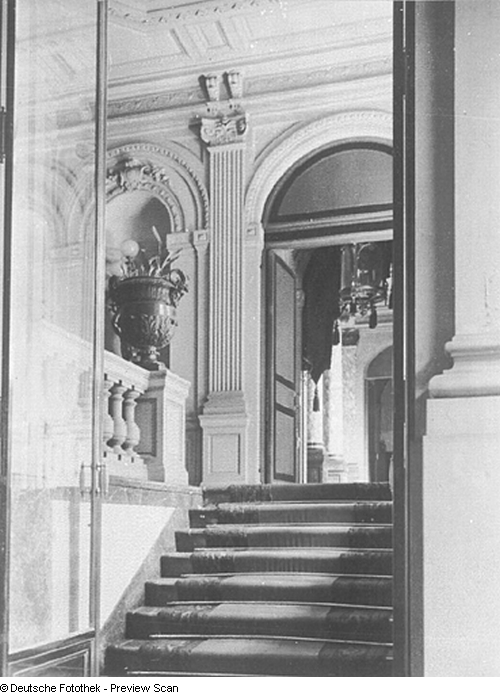
Treppenaufgang

## Zerstörung und Abbruch
Während der Luftangriffe auf Dresden 1945 hatte das Palais keinen Bombentreffer erhalten. Zwar war das Palais ausgebrannt, jedoch waren die Umfassungsmauern und Teile des Innern erhalten geblieben. Der Denkmalpfleger Johannes Rosenlöcher führte zum Wert der Ruine aus, dass beim Palais „die Durchdringung eines Raumes einschließlich aller Kleinigkeiten der Innenausstattung und des Gartens durch Künstlerhand“ zu sehen und die Ruine deshalb schützenswert sei. Hans Nadler betonte, dass „die Fassade beispielgebend für die nach dem Vorbild der Hochrenaissance errichteten Landhäuser in Deutschland gewesen wäre“ und der Erhalt deshalb notwendig sei.

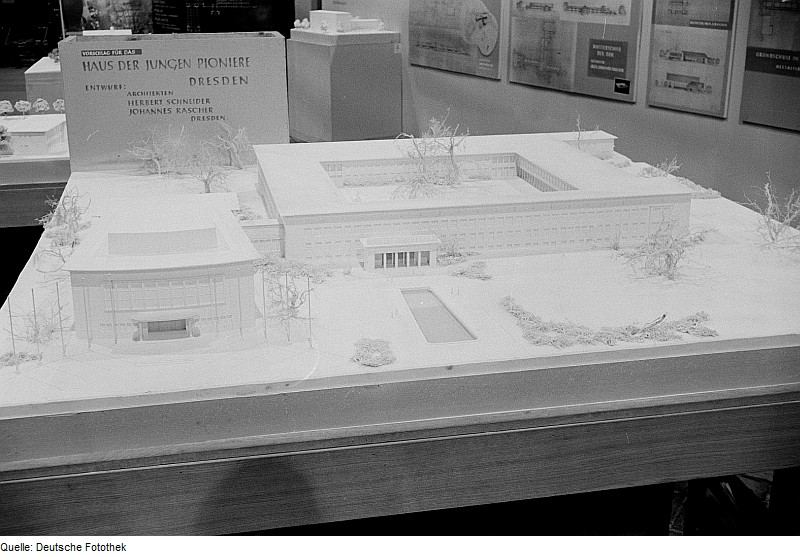
Geplantes, aber nie gebautes Haus der Pioniere in Dresden

Der Stadtrat Otto Wagner hielt entgegen, dass für dieses Areal das Haus der Jungen Pioniere vorgesehen sei. Am 16. März 1951 drohte wiederum Hans Bronder, der damalige Leiter des Stadtplanungsamtes, dass er vom Landesdenkmalamt den Ersatz der Abbruchkosten verlangen würde, wenn dieses weiter auf dem Erhalt des Palais bestehen würde, sollte sich der Abbruch später doch erforderlich machen. Hans Nadler vom Denkmalamt antwortete, „dass der Beschluss zur Erhaltung der Fassade von Seiten der Landesdenkmalkommission gemacht worden wäre“ und dessen Aufhebung nur das Ministerium für Volksbildung verfügen könne. Nadler fragte schließlich vier Tage später, am 20. März 1951, beim Ministerium für Volksbildung in dessen Hauptabteilung Kunst und Literatur nach, ob das Palais aus der Landesdenkmalliste gestrichen werden solle.
Einen Monat später wandte sich der Rat der Stadt Dresden an den Landesdenkmalpfleger Joachim Uhlitzsch, der der Vorgesetzte Nadlers war. Darin forderten die Stadträte ihn ultimativ auf, das Palais zur Sprengung freizugeben. Als Grund dafür nannten diese, dass ein verhinderter Abbruch des Palais den Bau des geplanten Pionierhauses verzögere. Daraufhin stimmte Uhlitzsch dem Abbruch zu. Ende April 1951 wurde das Palais gesprengt. Jedoch: Das vorgesehene „Haus der Pioniere“ wurde an der Bürgerwiese mangels Finanzmitteln nie gebaut, sondern im August 1951 der Pionierpalast im Schloss Albrechtsberg eröffnet. Die Fläche des Palais Kaskel-Oppenheim ist bis heute (2018) eine Grünfläche.

## Wiederaufbau-Idee 2021/2022
Im Zuge der Neuplanung der Lingnerstadt nach Abbruch der Robotron-Gebäude wurde mehrfach der Ruf nach einem Wiederaufbau innerhalb des neuen Wohnquartiers laut. Der Stadtrat Dresdens machte den Weg frei für den Wiederaufbau des Palais Oppenheim. Für die Finanzierung wurde ein Investor gesucht und gefunden. Wegen ergebnislosen Verhandlungen zwischen dem Investor Baywobau und dem Grundstückseigentümer Gateway Real Estate AG konnte das Vorhaben jedoch nicht realisiert werden.